# 金伯莉·威廉姆斯

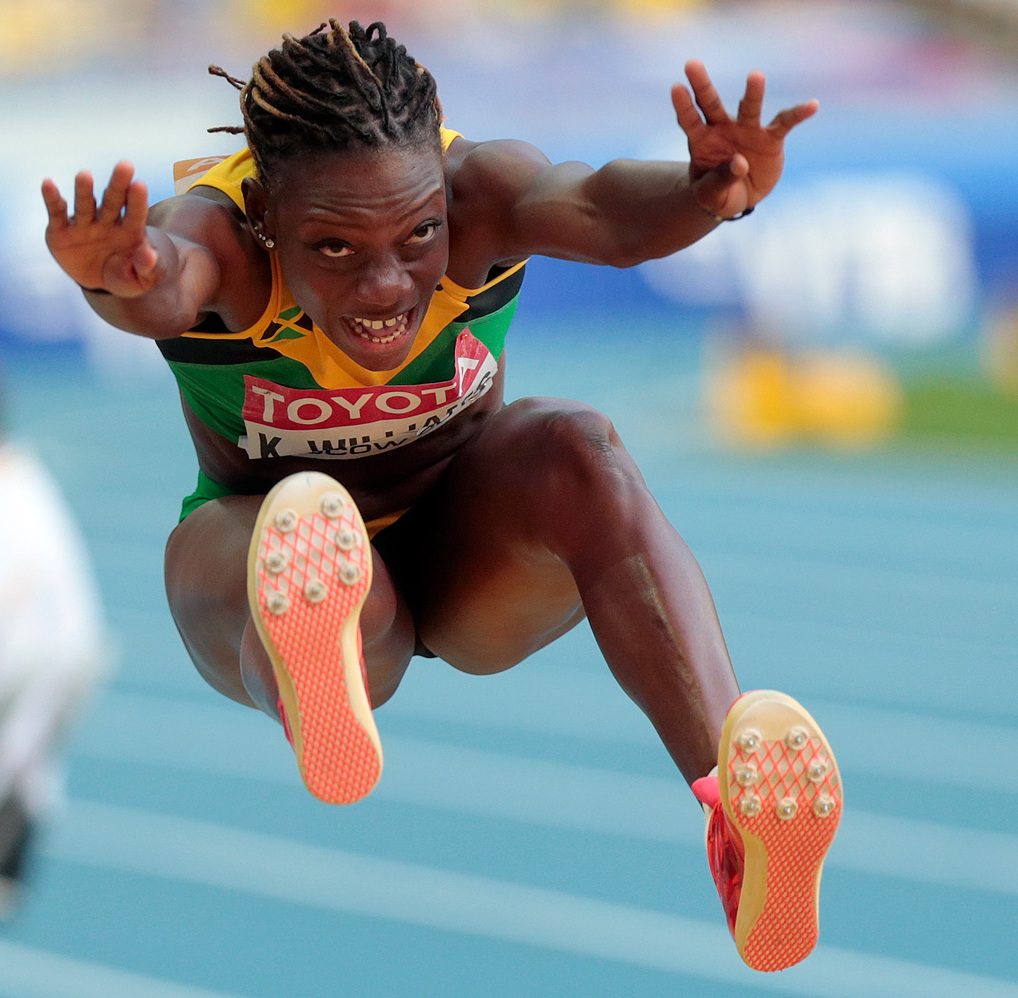
金伯莉·威廉姆斯, 2013年

金伯莉·威廉姆斯（英語：Kimberly Williams，1988年11月3日—）是一名牙买加三级跳远运动员。她曾多次获得牙买加全国锦标赛冠军。她曾参加2016年里约奥运，结果在女子三级跳远项目上以14米53的成绩获得第7名。